# يوكو أوغاوا
يوكو أوغاوا (باليابانية: 小川 洋子) كاتبة يابانية ولدت يوم 30 آذار 1962 في أوكاياما، محافظة أوكاياما. وتخرجت من جامعة واسيدا، وتعيش في مدينة آشيا مع زوجها وابنها.

## أعمالها

### روايات
- مدبرة المنزل والأستاذ
- غرفة مثالية لرجل مريض[4]
- حوض السباحة[4]

## روابط خارجية
- يوكو أوغاوا على موقع IMDb (الإنجليزية)
- يوكو أوغاوا على موقع مونزينجر (الألمانية)
- يوكو أوغاوا على موقع ميوزك برينز (الإنجليزية)
- يوكو أوغاوا على موقع قاعدة بيانات الفيلم (الإنجليزية)
- يوكو أوغاوا على موقع كينوبويسك (الروسية)